# Jo River District
Jo River District är ett distrikt i Liberia. Det ligger i regionen River Cess County, i den centrala delen av landet, 150 km öster om huvudstaden Monrovia.